# George Paish
Sir George Paish (* 7. November 1867 in Horsham, Sussex; † 1. Mai 1957 in Wexham, Buckinghamshire) war ein britischer Wirtschaftswissenschaftler.

## Leben und Tätigkeit
Paish war ein Sohn des Kutschers Robert Paish und seiner Frau Jane.
Von 1894 bis 1900 fungierte Paish als beigeordneter Herausgeber der Zeitschrift The Statist, deren Hauptherausgeber er schließlich wurde.
Zwischen 1902 und 1949 legte Paish zahlreiche Werke zu wirtschaftswissenschaftlichen Fragen vor.
Am 1. Juli 1912 wurde Paish zum Knight Bachelor geschlagen, so dass er fortan das Prädikat Sir tragen durfte.
Anlässlich der britischen Parlamentswahlen der Jahre 1922 und 1935 bewarb Paish sich erfolglos für einen Sitz im House of Commons, dem britischen Parlament, als Kandidat der Liberal Party.

## Ehe und Nachkommen
Paish heiratete am 24. März 1894 Emily Mary Whitehead († 1933), mit der er fünf Söhne hatte, darunter der Ökonom Frank Walter Paish.
In zweiter Ehe war Paish seit dem 30. September 1936 mit Anita Carolyn Rouse verheiratet.

## Schriften
- British Railway Position, 1902.
- Railways of Great Britain, 1904.
- Railways of the United States, 1913.
- Capital Investments in Other Lands, 1909/1910.
- Saving and Social Welfare, 1911.
- The Economics of Reparation, 1921.
- The Road to Prosperity, 1927.
- World Economic Suicide, 1929.
- The Way to Recovery, 1931.
- The Way Out, 1937.
- The World Danger, 1939.
- The Defeat of Chaos, 1941.
- World Restoration, 1944.
- Sound Currency, 1946.
- The Future of the £, 1948.
- The World of Danger, 1949.